# Nepomuk (Plzeň)
Nepomuk è una città della Repubblica Ceca facente parte del distretto di Plzeň-jih, nella regione di Plzeň. In questa città nacque san Giovanni Nepomuceno.

## Amministrazione

### Gemellaggi
La città è gemellata con:
- Anykščiai